# Luděk Niedermayer

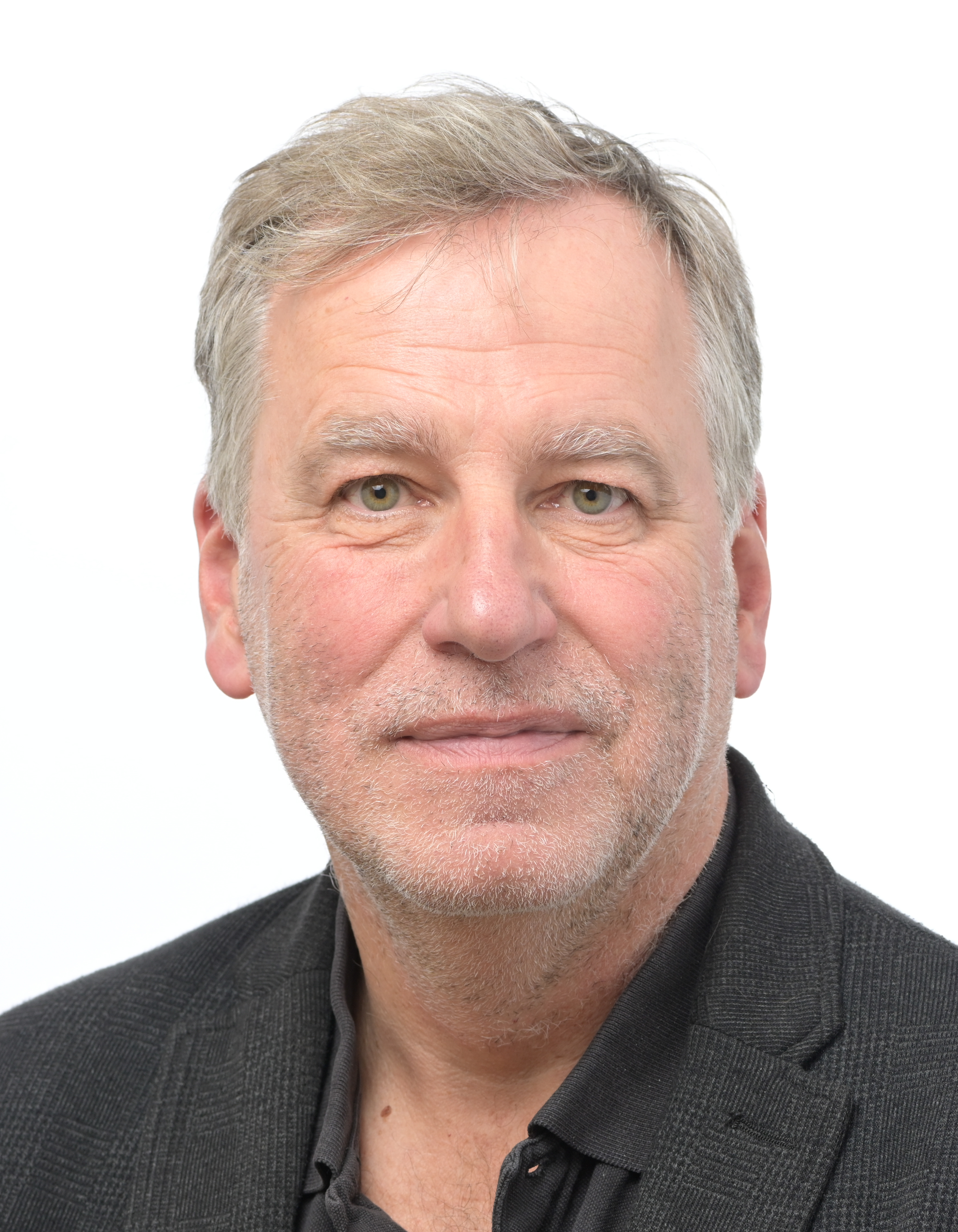
Luděk Niedermayer (2024)

Luděk Niedermayer (* 13. März 1966 in Brünn) ist ein tschechischer Ökonom und Politiker der TOP 09. Er ist seit 2014 Abgeordneter zum Europäischen Parlament.

## Leben
Niedermayer schloss 1991 ein Studium der Kybernetik, Informatik und Systemtheorie an der Masaryk-Universität in Brünn ab. Von 1991 begann er bei der Tschechischen Nationalbank zu arbeiten. Nach fünf Jahren wurde er Mitglied des Vorstands. Von 2000 bis 2002 hatte er die Funktion des Vize-Gouverneurs inne. 2008 wechselte er in die Privatwirtschaft und war bis 2014 Direktor bei Deloitte Czech Republic. 
2014 zog Niedermayer als Spitzenkandidat der von Karel Schwarzenberg geführten Partei TOP 09 ins Europäische Parlament ein. 2019 und 2024 wurde er erneut gewählt. Niedermayer ist stellvertretender Vorsitzender des Ausschuss für Wirtschaft und Währung und Mitglied im Unterausschuss für Steuerfragen und in der Delegation für die Beziehungen mit Japan. 